# Münsterland Giro 2023
17. ročník jednodenního cyklistického závodu Münsterland Giro (oficiálně Sparkassen Münsterland Giro) se konal 3. října 2023 v německém městě Münster a okolí. Vítězem se stal Nor Per Strand Hagenes z týmu Team Jumbo–Visma. Na druhém a třetím místě se umístili Australan Kaden Groves (Alpecin–Deceuninck) a Dán Mads Pedersen (Lidl–Trek). Závod byl součástí UCI ProSeries 2023 na úrovni 1.Pro.

## Týmy
Závodu se zúčastnilo 8 z 18 UCI WorldTeamů, 7 UCI ProTeamů, 6 UCI Continental týmů a německý národní tým. Každý tým přijel na start se sedmi závodníky kromě týmů Intermarché–Circus–Wanty, Lidl–Trek, Team Corratec–Selle Italia a Tudor Pro Cycling Team s šesti jezdci. 3 závodníci neodstartovali, na start se tak postavilo 147 jezdců. Do cíle v Münsteru dojelo 57 z nich.
UCI WorldTeamy
- Alpecin–Deceuninck
- Bora–Hansgrohe
- Intermarché–Circus–Wanty
- Lidl–Trek
- Soudal–Quick-Step
- Team dsm–firmenich
- Team Jayco–AlUla
- Team Jumbo–Visma

UCI ProTeamy
- Lotto–Dstny
- Q36.5 Pro Cycling Team
- Team Corratec–Selle Italia
- Team Flanders–Baloise
- Team Novo Nordisk
- Tudor Pro Cycling Team
- Uno-X Pro Cycling Team

UCI Continental týmy
- Maloja Pushbikers
- P&S Benotti
- Rad-Net Oßwald
- Santic–Wibatech
- Saris Rouvy Sauerland Team
- Team Lotto–Kern Haus

Národní týmy
- Německo

## Výsledky
| Pořadí | Jezdec                   | Tým                    | Čas        |
| ------ | ------------------------ | ---------------------- | ---------- |
| 1      | Per Strand Hagenes (NOR) | Team Jumbo–Visma       | 4h 21' 31" |
| 2      | Kaden Groves (AUS)       | Alpecin–Deceuninck     | + 17"      |
| 3      | Mads Pedersen (DEN)      | Lidl–Trek              | + 17"      |
| 4      | Nils Eekhoff (NED)       | Team dsm–firmenich     | + 17"      |
| 5      | Christophe Laporte (FRA) | Team Jumbo–Visma       | + 17"      |
| 6      | Danny van Poppel (NED)   | Bora–Hansgrohe         | + 17"      |
| 7      | Søren Wærenskjold (NOR)  | Uno-X Pro Cycling Team | + 17"      |
| 8      | Edoardo Affini (ITA)     | Team Jumbo–Visma       | + 17"      |
| 9      | Edward Planckaert (BEL)  | Alpecin–Deceuninck     | + 27"      |
| 10     | Jonas Koch (GER)         | Bora–Hansgrohe         | + 38"      |